# Pedro Benoit

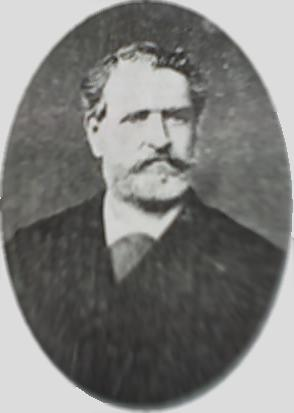

Pedro Simón del Corazón de Jesús Benoit (Buenos Aires, 18 de fevereiro de 1836 - Mar del Plata, 4 de abril de 1897) foi um arquiteto e engenheiro argentino.